# Foltos pinceászka
A foltos pinceászka (Oniscus asellus), amelyet a köznyelv a hozzá hasonló rokonfajaival együtt pincebogárnak nevez, valójában a víztől teljesen elszakadt, szárazföldön élő apró rák.
Rokonfajaitól hátoldalának jellegzetes foltsora különbözteti meg. Az ászkák a rákok legsokoldalúbbá fejlődött csoportját képezik. Tengeri, édesvízi és szárazföldi fajaik egyaránt ismertek. Életmódjuk is változatos. Vannak közöttük növényevők, dögevők, ragadozók, sőt élősködők is. Hazánkban mintegy 50, egymáshoz nagyon hasonló ászkafaj él.

## Megjelenése
Testhossza: 15–20 mm. Teste háti-hasi irányban lapított, zömök felépítésű, széles. Rákokra általában jellemző hátpajzsa hiányzik, a torszelvényei a potroh szelvényeihez hasonlóan szabadon állnak. A testszelvényekhez kapcsolódó ízelt lábak egyforma járó lábak, amelyek fürge mozgást tesznek lehetővé. A nőstények torlábain lemezek vannak, amelyek költőtáskát képeznek. Ennek a petecsomók cipelésében van jelentősége. A potrohlábak kitinrétege vékony, alatta bőven áramlik a vér. Itt történik a gázcsere, így a lábak redőzött kültakaróból kialakult kopoltyúk révén az ászka légzésében nélkülözhetetlen szerepet töltenek be.
A foltos pinceászka egyik legnagyobb ászkafajunk.

## Elterjedése
Az ember közelében, elsősorban pincékben, üvegházakban él, de lakásokban is felbukkanhat. A kiszáradást nem tudja elviselni, emiatt szabad természetben a nyirkos, hűvös, nehezen kiszáradó életteret részesíti előnyben. Földön heverő téglák, deszkadarabok, szerves komposzt, udvari szemét alatt társasan találhatjuk. A nappalt rejtekhelyen tölti, éjszaka aktív.

## Táplálkozása
Tápláléka főleg növényi maradványokból áll. Jelentős szerepe van a szerves anyagok lebontásában. A pincékben azonban, főleg tömeges előfordulása esetén, az ott tárolt zöldségfélékben, gyümölcsökben kárt okozhatnak.

## Szaporodása
Petékkel szaporodnak.